# Sebastapistes tinkhami
Sebastapistes tinkhami är en fiskart som först beskrevs av Fowler, 1946.  Sebastapistes tinkhami ingår i släktet Sebastapistes och familjen Scorpaenidae. Inga underarter finns listade i Catalogue of Life.